# The Millionaire Detective Balance: Unlimited
The Millionaire Detective Balance: Unlimited (яп. 富豪刑事 Balance：UNLIMITED фуго: кэйдзи барансу анримитэддо) — аниме-сериал, созданный на студии CloverWorks режиссёром Томохико Ито на основе одноименного романа Ясутаки Цуцуи.
Премьера аниме состоялась 9 апреля 2020 года на телеканале Fuji TV в блоке Noitamina, но после выхода второй серии выпуск последующих был отложен из-за пандемии COVID-19. Показ возобновился вновь с первой серии 16 июля 2020 года.

## Сюжет
Безумно богатый детектив Дайсукэ Камбэ назначен в штаб отдела по предотвращению преступлений (англ. Modern Crime Prevention Task Force), куда обычно отправляют всех проблемных офицеров. Хару Като назначают его напарником, но в начале они не ладят, так как Хару не нравится материалистический подход Дайсукэ. Но им придется работать вместе, чтобы раскрывать преступления.

## Персонажи
Дайсукэ Камбэ (яп. 神戸大助 Камбэ Дайсукэ)
Сэйю: Юсукэ Онуки
Нынешний глава влиятельной и богатой семьи Камбэ. Дайсукэ изначально самодовольный придурок. Он использует свое богатство и коллекцию высокотехнологических гаджетов для решения преступлений, идя напролом и часто используя подкуп, как самый быстрый способ получить результат. Во многом Камбэ напоминает Тони Старка, хотя до него ему не хватает харизмы и человечности.
Хару Като (яп. 加藤春 Като: Хару)
Сэйю: Мамору Мияно
Молодой детектив, служащий в том же подразделении, что и Дайсукэ. Ранее работал в первом дивизионе, но после одного инцидента был переведен оттуда. Он предан своей работе, но излишне вспыльчив, особенно когда дело касается Камбэ или угрозы гражданским.
HEUSC (яп. ヒュスク Хюсуку)
Сэйю: Кадзуюки Окицу
Личный дворецкий Дайсукэ, общающийся с ним через передатчик в ушах и экран на солнечных очках. HEUSC — продвинутый искусственный интеллект, способный сразу отвечать на любые запросы Камбэ и управлять другими компьютерными системами.

## Производство
20 января 2020 года Noitamina анонсировал производство нового аниме-сериала от режиссёра Томохико Ито. Работой над ним занималась студия CloverWorks, сценарий написан Таку Кисимото, дизайн персонажей принадлежит Кэйго Сасаки, а музыка — Юго Канно. Начальная композиция сериала Navigator исполнена SixTones, а завершающая Welcome My Friend — Okamoto's. Сайт о науке и технологиях Gizmodo Japan был привлечён в качестве «координатора по гаджетам», чтобы сделать гаджеты героя более реалистичными.
Первые две серии вышли 9 и 16 апреля 2020 года, но выход следующих был отложен из-за пандемии COVID-19. Показ возобновился вновь с первой серии 16 июля 2020 года.
Aniplex of America лицензировала сериал для показа на английском языке вне Азии и стримит его на FunimationNow, AnimeLab и Wakanim.

## Критика
В превью к аниме критики дали ему противоречивые оценки. Основной причиной стал главный герой — «самодовольный, высокомерный придурок», игнорирующий нормы и правила и решающий все вопросы деньгами. Его характер может сработать для одних зрителей и полностью отвратить от просмотра других. В своем лучшем виде премьера представляет собой стильный детектив и отличную комедию.
Начальная заставка сериала своим стилем напоминает фильмы о Джеймсе Бонде.